# Fenestrobelba nodosa
Fenestrobelba nodosa är en kvalsterart som först beskrevs av Hammer 1966.  Fenestrobelba nodosa ingår i släktet Fenestrobelba och familjen Suctobelbidae. Inga underarter finns listade i Catalogue of Life.